# Tha Ton
Tha Ton, talvolta Thaton (in thailandese ท่าตอน), è un sottodistretto (tambon) del Distretto di Mae Ai (Provincia di Chiang Mai) in Thailandia.
L'area, prevalentemente rurale, si trova nella parte nord-occidentale del paese sulle rive del fiume Kok al confine con la Birmania. Il centro abitato principale del sottodistretto è Ban Tha Ton situato su un'ansa del fiume Kok.
L'area è sovrastata da una collina boscosa che ospita il complesso del tempio buddista di Wat Thaton.

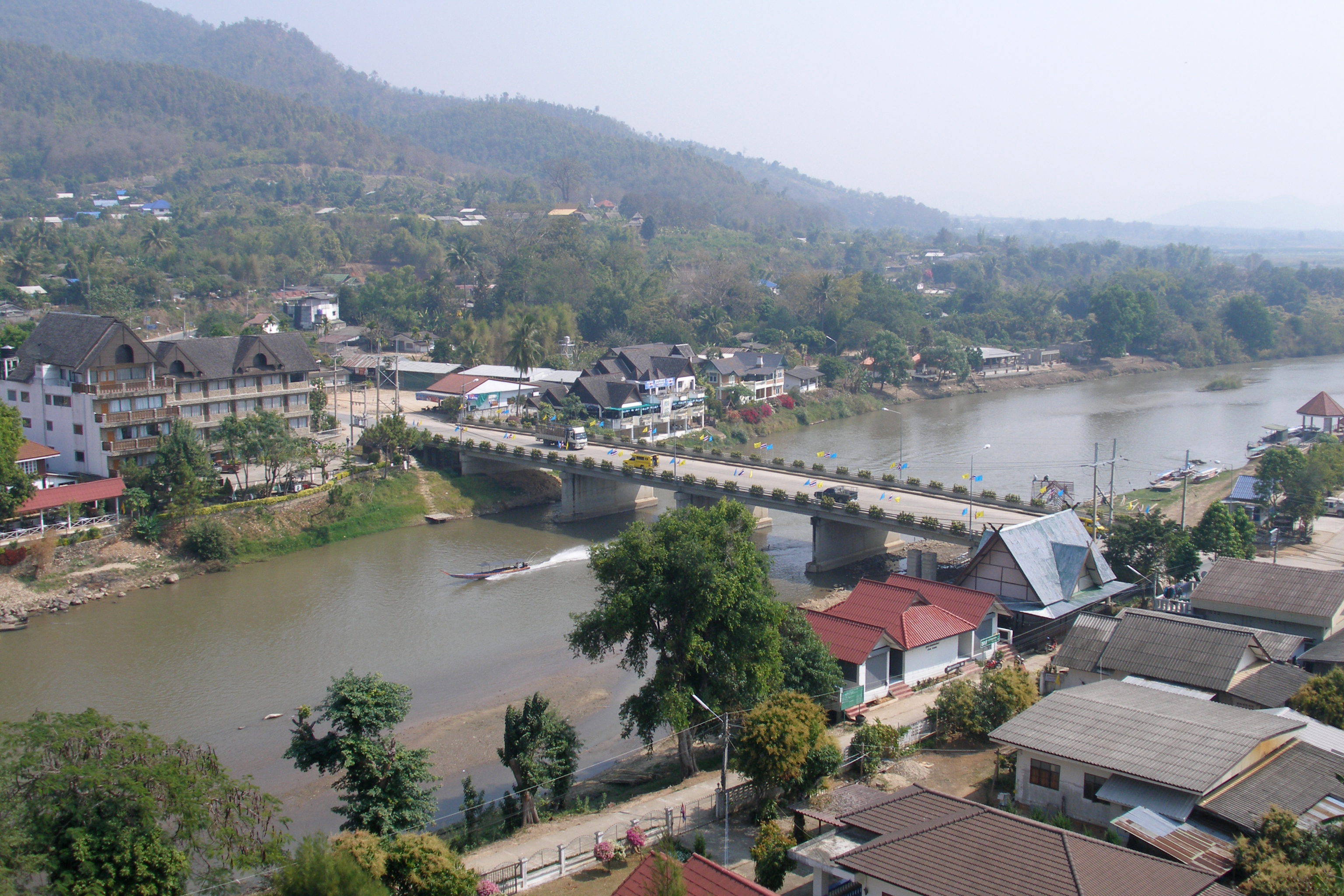
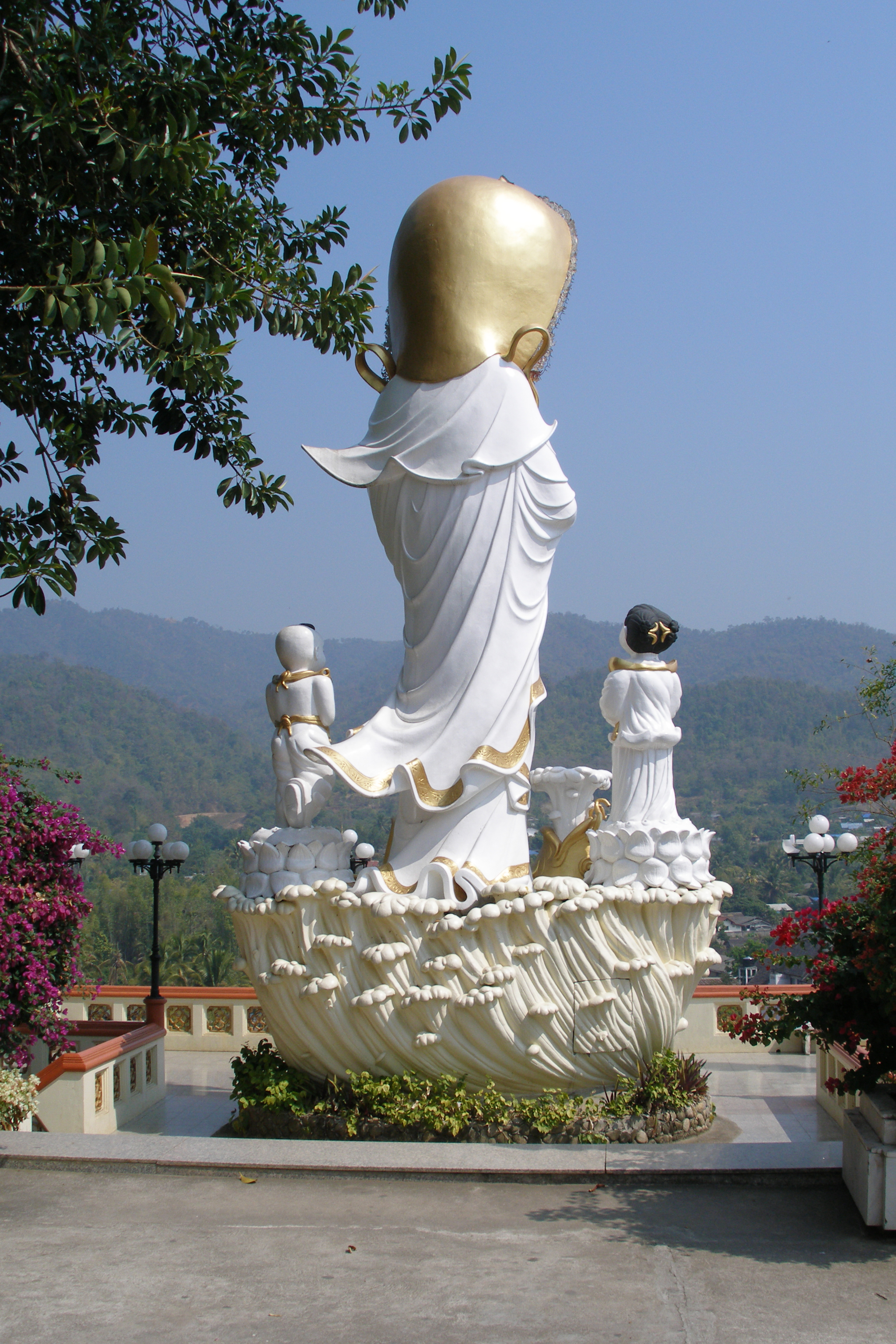
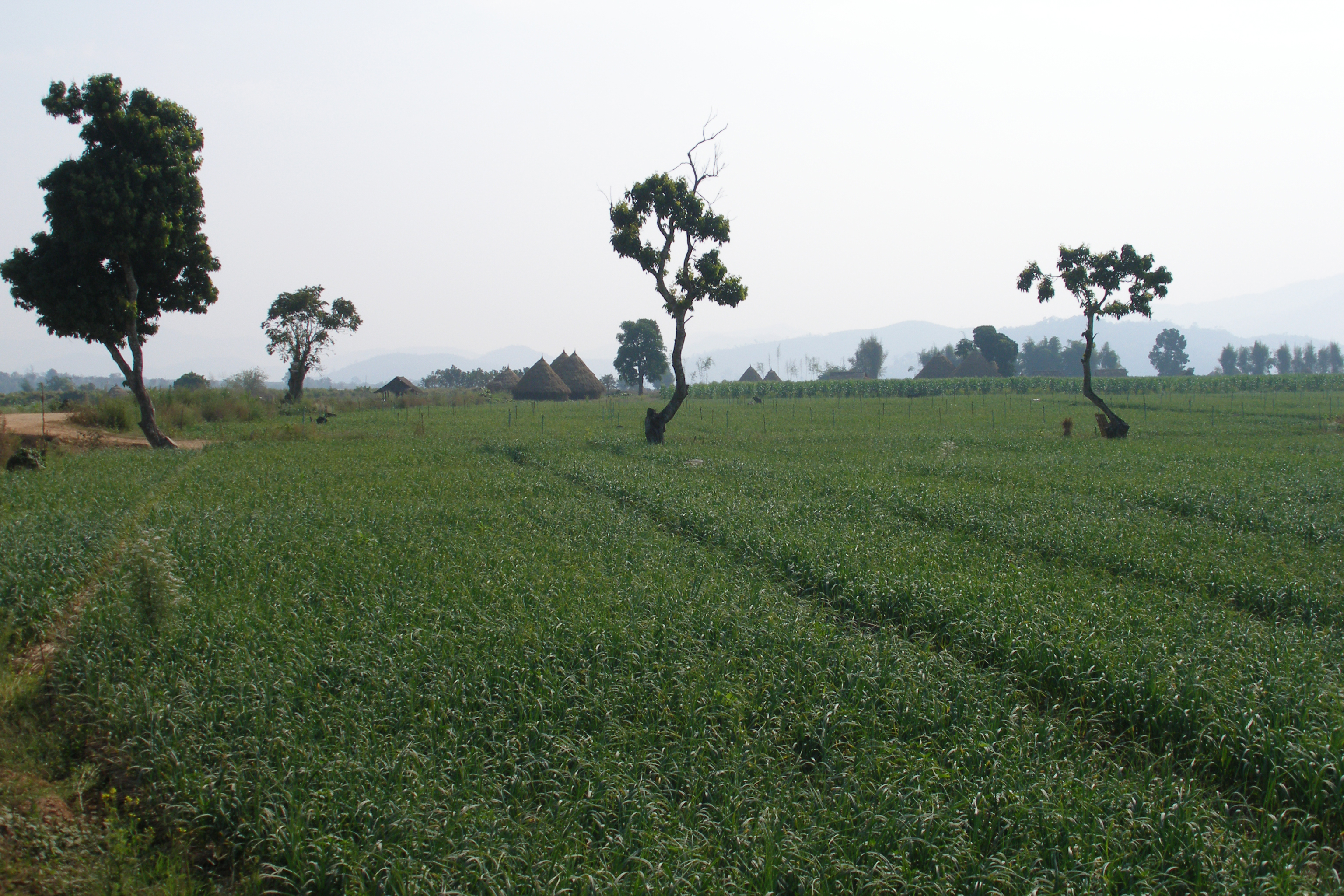
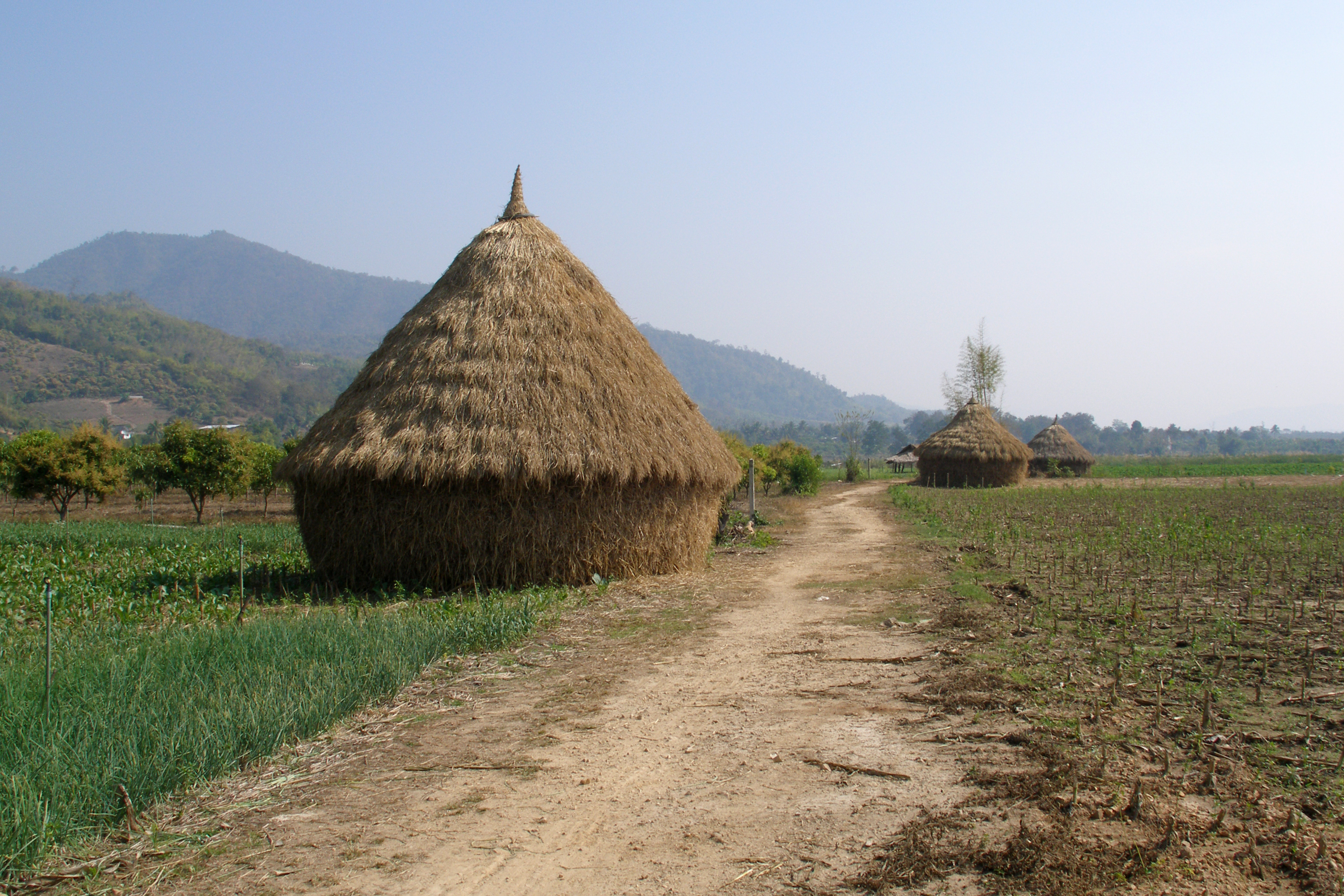
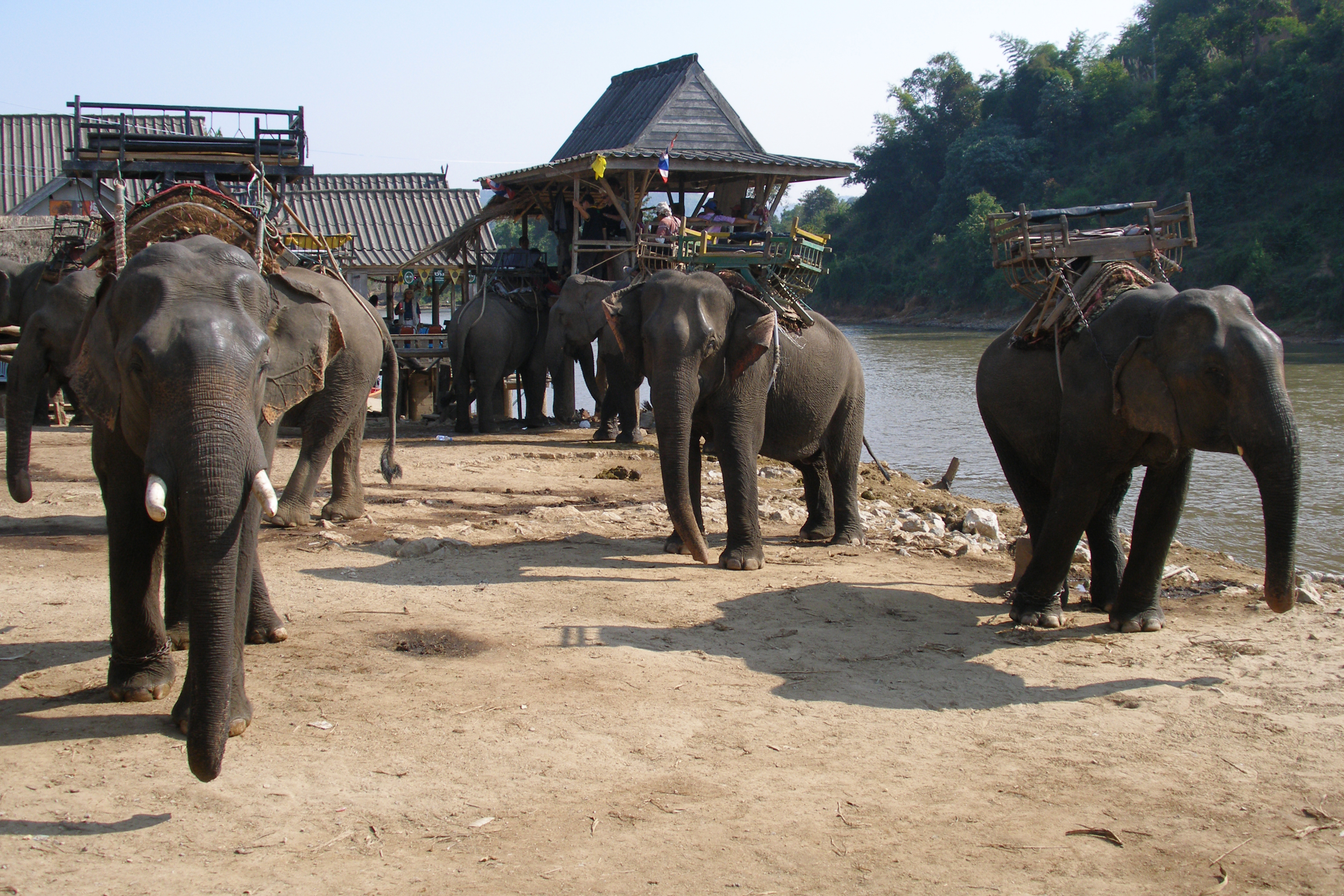